# Список об'єктів Світової спадщини ЮНЕСКО у Гвінеї
У списку об'єктів Світової спадщини ЮНЕСКО у Гвінеї налічується 1 найменування (станом на 2010 рік).
| № | Зображення | Назва                                                                          | Розташування          | Час створення | Рік внесення до списку                    | №                                                  | Критерії |
| - | ---------- | ------------------------------------------------------------------------------ | --------------------- | ------------- | ----------------------------------------- | -------------------------------------------------- | -------- |
| 1 |            | Природний резерват Маунт-Німба (фр. Réserve naturelle intégrale du mont Nimba) | спільно з Кот-д'Івуар | —             | 1981 (з 1992 року перебуває під загрозою) | 155 [Архівовано 24 грудня 2018 у Wayback Machine.] | ix, x    |